# هاسپونار (سیریک)
هاسپونار (ترکی استانبولی: Haspınar) یک محله در ترکیه است که در ناحیهٔ سریک، آنتالیا واقع شده است. جمعیت این محله تا سال ۲۰۲۲ برابر با ۱۹۰ نفر بوده است.